# Limonada (álbum)
Limonada es el cuarto álbum de estudio de la cantautora puertorriqueña Kany García. El álbum, grabado en la ciudad de Nueva York bajo la producción de David Kahne, fue lanzado por Sony BMG el 20 de mayo de 2016 y ese mismo día alcanzó el primer puesto en ventas en la plataforma iTunes, además se ubicó en el primer lugar del Top Latin Albums de Billboard por la venta de más de 2000 copias en la primera semana de su lanzamiento. El disco se convirtió en el primer número uno en la carrera de la cantante.

## Información del álbum
El álbum incluye 11 canciones inéditas, una de ellas a dúo con el argentino Abel Pintos y es el primer disco de la cantautora en el que compone junto a otros artistas como Tommy Torres, Pablo Preciado, Román Torres, Rosana Arbelo, Claudia Brant y David Kahne.

## Lista de canciones
| N.º | Título                   | Escritor(es)                              | Duración |  |
| 1.  | «Mio»                    | Kany García, Pablo Preciado, Román Torres | 3:01     |  |
| 2.  | «De verano a invierno»   | Kany García, Rosana Arbelo                | 3:26     |  |
| 3.  | «Perfecto para mi»       | Kany García, David Kahne                  | 2:53     |  |
| 4.  | «El mejor»               | Kany García, Claudia Brant                | 3:08     |  |
| 5.  | «Aquí» (ft. Abel Pintos) | Kany García, Pablo Preciado, Román Torres | 3:12     |  |
| 6.  | «Peligro de extinción»   | Kany García, David Kahne                  | 2:49     |  |
| 7.  | «Me pregunto»            | Kany García                               | 2:56     |  |
| 8.  | «Cómo decirle»           | Kany García, Tommy Torres, David Kahne    | 4:00     |  |
| 9.  | «Yo quiero bailar»       | Kany García, Claudia Brant, David Kahne   | 2:46     |  |
| 10. | «Libre»                  | Kany García, David Kahne                  | 2:38     |  |
| 11. | «Limonada»               | Kany García, Pablo Preciado, Román Torres | 3:21     |  |

## Promoción

### Sencillos promocionales
- "Perfecto para Mí": aunque es el sencillo oficial, fue presentado el 2 de octubre de 2015 como parte de una campaña publicitaria de Ford Puerto Rico.[7] La canción se ubicó en el puesto 33 del Latin Pop Airplay de Billboard.
- "Cómo decirle": El 18 de marzo de 2016 se presenta como sencillo oficial del disco, el tema fue escrito por la cantautora junto al también cantante y compositor puertorriqueño Tommy Torres.[8] La canción alcanzó el puesto 32 del Latin Pop Airplay de Billboard.[9] El 20 de mayo de 2016 se estrenó el video oficial del tema, el cual fue grabado en la ciudad de Bogotá bajo la dirección de Michael Abt.[10]
- "Aquí": El tema, interpretado con el argentino Abel Pintos fue anunciado por la cantante como sencillo promocional el 12 de agosto de 2016. El video oficial del tema dirigido por Michael Abt fue grabado en Punta del Este (Uruguay) y se estrenó en la plataforma Vevo el 14 de octubre de 2016.[11]

## Posicionamiento en listas
| Tabla Ranking                  | Pico posición |
| ------------------------------ | ------------- |
| U.S Billboard Top Latin Albums | 1             |
| U.S Billboard Latin Pop Albums | 1             |